# الدوري الإيطالي 1899
البطولة الوطنية الإيطالية لكرة القدم 1899 هي النسخة الثانية من دوري الدرجة الأولى الإيطالي بمسماه الجديد، حيث حافظ فيها فريق جنوى على لقبه للمرة الثانية على التوالي، كما أنها المرة الثانية في تاريخه.

## البطولة

### نصف النهائي
تجدر الإشارة إلى أن أدوار نصف النهائي تعتمد بالأساس على نتائج النسخة الماضية

#### نصف النهائي الأول
| جيانستيكا تورينو    | 2 - 0 | تورينوز |
| ------------------- | ----- | ------- |
| كالوم ريد كالوم ريد |       |         |

#### نصف النهائي الثاني
| تورينو                  | 2 - 0 | جيانستيكا تورينو |
| ----------------------- | ----- | ---------------- |
| إداردو بوسيو ألبرت ويبر |       |                  |

### النهائي
| جنوى                                  | 3 - 1 | تورينو     |
| ------------------------------------- | ----- | ---------- |
| جيمس سبينسلي هنري دابلس روبرت آل ليفر |       | ألبرت ويبر |

## البطل

### اللقب
| الدوري الإيطالي الدرجة الأولى بطل 1899 |
| -------------------------------------- |
| نادي جنوى اللقب الثاني                 |
|                                        |

### تشكلية الفائز
جنوى
- ويليام بيرد
- إيرنيستو دي جالياني
- فوستو غيجليوتي
- إنريكو باستور الثاني
- جايمس ريشاردسون سبينسلي
- إدواردو باستور الأول
- هاوارد باسادورو
- آركليس
- ديتاندر
- جوزيف ويليام أجار
- هنري دابلس
- نورمان فيكتور ليفر